# Bitecta diastropha
Bitecta diastropha är en fjärilsart som beskrevs av Rothschild 1920. Bitecta diastropha ingår i släktet Bitecta och familjen björnspinnare. Inga underarter finns listade i Catalogue of Life.